# Wusterhusen
Wusterhusen ist eine Gemeinde im Landkreis Vorpommern-Greifswald in Mecklenburg-Vorpommern (Deutschland). Sie gehört dem Amt Lubmin an.

## Geografie
Wusterhusen liegt etwa 16 km östlich von Greifswald und zwei Kilometer südlich von Lubmin an der Kreisstraße K 22 zwischen Wolgast und Greifswald. Die Gemeinde liegt auf einem Höhenzug zwischen dem Greifswalder Bodden im Norden und der sumpfigen Niederung der Ziese im Süden. Das Gelände ist wellig und weist Höhen auf von 15,7 bis 34,9 Meter über NHN. Nördlich von Wusterhusen liegt Lubmin, im Osten Rubenow, Neu Boltenhagen im Süden und Brünzow im Westen.

## Gemeindegliederung
| Ortsteile - Wusterhusen - Gustebin - Konerow | - Pritzwald - Stevelin | Wüstungen und Wohnplätze - Cruselin oder Kräselin (Wüstung) - Gnögentin (Wüstung) |

## Geschichte

Das Griffzungenschwert der mittleren Bronzezeit – Fund von 1930 bei Gustebin – in Zeichnung links

### Gustebin
Nordöstlich von Gustebin befand sich ein bronzezeitliches Hügelgrab, das aber inzwischen abgetragen ist. 1930 entdeckten dort Steinschläger beim Bearbeiten der Umgrenzungsstein Urnenreste, ein Bronzeschwert (Griffzungenschwert) mit gegossenem Griff, eine Fibel und Kleinteile. Das Schwert war 68 cm lang, 4 cm breit, die Klinge ist alleine 57 cm lang. Der Griff besteht aus 8 gegossenen Ringen, er ist 11 cm lang. Es war zu der damaligen Zeit in Pommern ein einzigartiges Fundstück. Direkt westlich am Dorfrand von Gustebin liegt eine archäologische Siedlung aus der späten Slawenzeit (1000 bis 1200).
Gustebin wurde erstmals 1271 bereits mit dem aktuellen Namen urkundlich erwähnt. Der Name hat aber später noch verschiedenen Schreibweisen. Die Namensdeutung der slawischen Gründung wird von „Gast“ abgeleitet.
Gustebin ist ein typisches Gutsdorf mit dem dominierenden Gut und einer Landarbeiterkatenzeile. Vom Gut sind nur noch Relikte vorhanden, wie z. B. die Gutsbrennerei mit dem hohen Schornstein. Das Gut mit 514 ha gehörte dem Fiskus und war eine Königliche Domäne. Das Gutshaus wurde nach 2015 abgerissen. Das Dorf ist nach 1945 zu einem stattlichen Wohnplatz angewachsen.

### Konerow
Konerow wurde 1271 als Cunirow urkundlich erstmals erwähnt. Es ist eine slawische Gründung und bedeutet vom Namen her „Ort des Pferdehirten“. Die slawische Gründung wird auch durch drei nahe gelegene archäologische Siedlungen belegt.
Konerow ist ein Gutsdorf, hatte aber auch schon vor 1835 (lt. PUM) einen Kalkofen und eine Ziegelei, bedingt durch entsprechende Vorkommen. Diese sind aber später wegen Unrentabilität eingestellt worden. Die Flächen von Konerow war aufgeteilt in drei Bauernhöfe, I, II und III. Hofe III mit 85 ha gehörte einst der Landwirtin C. Dinse.

### Pritzwald

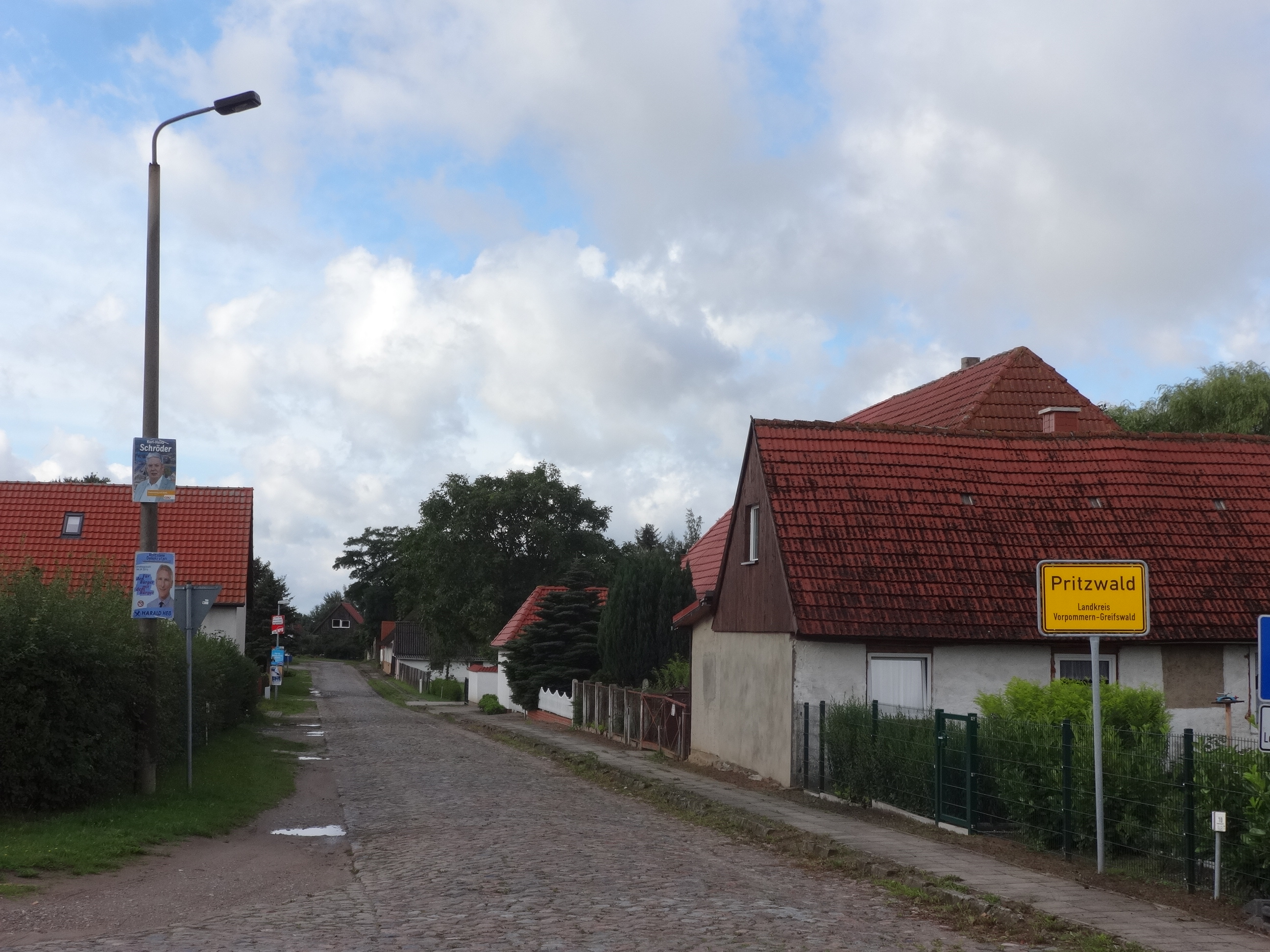
Pritzwald

Pritzwald wurde bereits 1271 als Priszwalck urkundlich genannt. Die Deutung des slawischen Wortes gibt viele Varianten her, „Fuhrweg durch den Wald“ erscheint die beste.
Dicht am Ort gibt es drei spätslawische Siedlungsnachweise, die diese Gründung belegen.
In der Katasterkarte von 1865 ist für Pritzwald nur eine Bockwindmühle eingezeichnet. Im Jahre 1869 wurden zwei, von ansässigen Bauern errichtete Bockwindmühlen in die Katasterkarte eingezeichnet. Eine der neuen Windmühlen existierte schon im Jahre 1892/1893 nicht mehr. Für die älteste, noch 1920 bestehende Windmühle wurde laut Gebäudesteuerrolle im Jahre 1943 deren Abbruch registriert. 
Der Ort war ein Bauerndorf und hatte die Form eines Haufendorfes mit der Andeutung eines Angers. 1897 erhielt Pritzwald einen Anschluss mit Haltepunkt an der Kleinbahn Greifswald-Wolgast (KGW).

### Stevelin

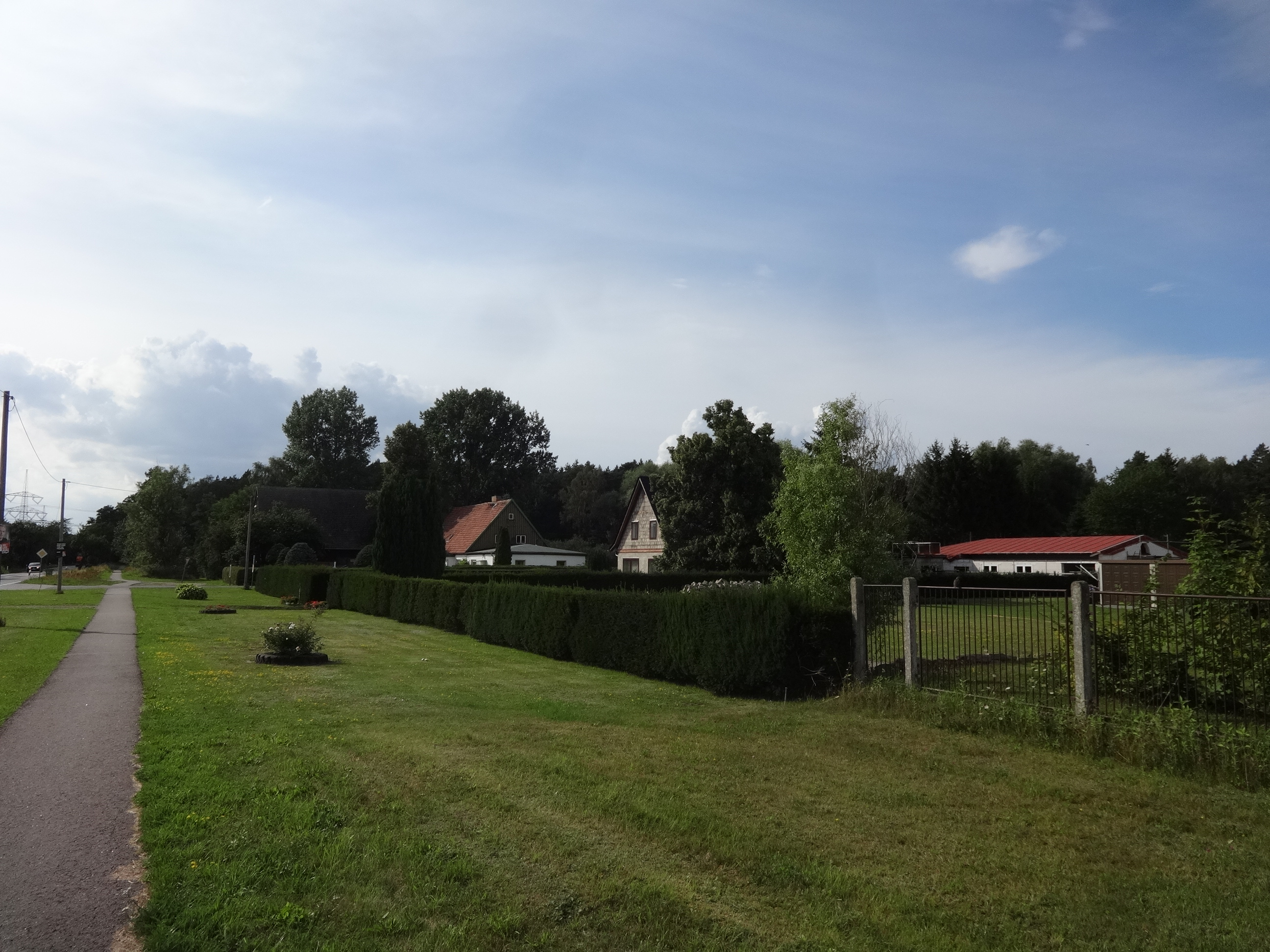
Stevelin

Die slawische Gründung des Ortes wird durch zwei benachbart gelegene spätslawische archäologische Siedlung belegt, eine direkt in der Dorflage und die andere etwas östlich. Stevelin wurde 1271 als „Steuelin“ erstmals urkundlich erwähnt. Der slawische Name bedeutet so viel wie „dunkel“ oder „Sauerampfer“.
Stevelin war viele Generationen Gutssitz derer von Hackewitz. Diese briefadelige Familie stellte auch die letzten Gutsbesitzer. Hervorzuheben wären Ephraim Joachim von Hackewitz (1754–1826). Er vollzog und untersiegelte als Mitglied der Schwedisch-Pommerschen Ritterschaft das Revers von 1806. Sein Sohn und Nachfolger als Grundherr war Karl von Hackewitz. Er wiederum übergab das Gutserbe im Minorat an seinen jüngsten Sohn Adalbert von Hackewitz-Stevelin (1831–1892). Dieser heiratete die Offizierstochter Isabelle von Treitschke und trat als Ehrenritter dem Johanniterorden bei. Ihre älteste Tochter Emmy verehelichte sich mit dem Generalmajor Hans von Schierstädt. Gutsherr auf Stevelin wurde der Sohn Oberst a. D. Karl von Hackewitz (1860–1923), seine Frau war Gertrud Wellenberg. Mit ihnen endete auch die Gutsherrschaft der Familie auf Stevelin. Die Tochter Ruth von Hackewitz heiratete den Staatsminister Dietrich von Oertzen. Der Sohn, Oberleutnant Friedrich-Adalbert von Hackewitz (1896–1940), sowie dessen Söhne Franz-Carl als Leutnant und Leutnant zur See Georg-Friedrich schlugen eine militärische Laufbahn ein und starben sämtlich im Zweiten Weltkrieg. 1921 bestand das Rittergut Stevelin aus 587 ha. Der Besitz war zu diesem Zeitpunkt bereits in bürgerlicher Hand von Georg Treyse. Nach dem 1939 letztmals amtlich publizierten Güter-Adressbuch Pommern wurde Gut Stevelin aufgesiedelt. Das Restgut mit 98 ha, als Stelle 1 und 18 bezeichnet, besaß W. Schütze.  
Die Ortschaft Stevelin war noch bis nach 1920 räumlich getrennt von Wusterhusen, heute ist es voll in Wusterhusen integriert, wird aber noch als eigene Dorflage geführt. Die ehemals große und geschlossene Gutsanlage ist überwiegend modern überbaut, in der Regel in der LPG-Zeit, aber auch später. Das nach 1990 errichtete Gut wurde weiter östlich neu angelegt, aber auch alte Anlagen weiter genutzt.

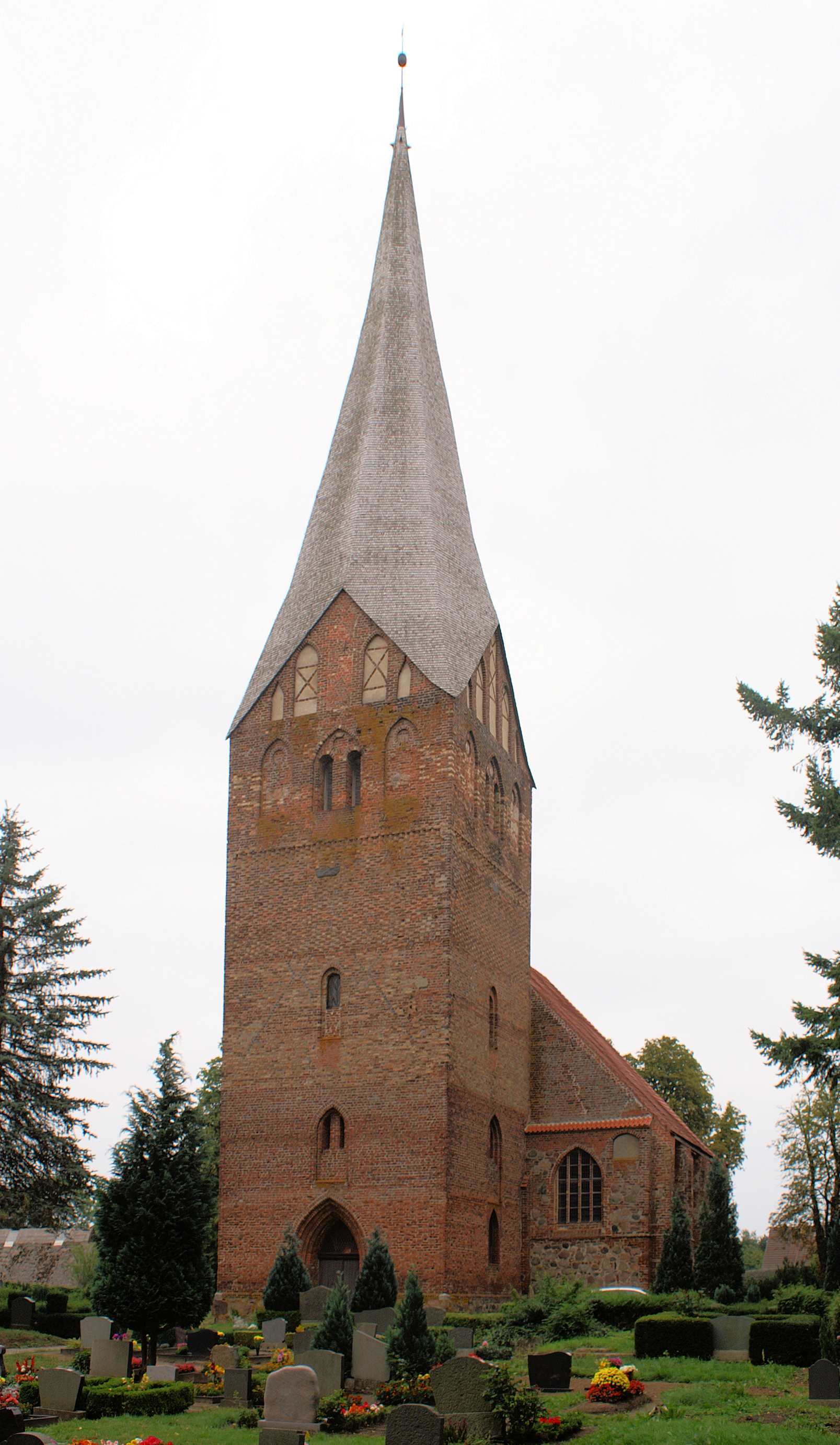
Johanneskirche Wusterhusen

### Wusterhusen
Bereits früh in vorgeschichtlicher Zeit, so im Neolithikum (5500 bis 1800 vdZ), der Bronzezeit (1800 bis 600 vdZ) und der vorrömischen Eisenzeit (600 vdZ bis 0) war die Gegend von Wusterhusen besiedelt. Diese frühen Siedlungsperioden dokumentieren Funde von mehreren Felsgesteinäxten, einer Bronzefibel und einem eisenzeitlichen Gräberfeld, darunter ein Brandgrubengrab als Frauenbestattung mit zahlreichen Beigaben. In den gentilen Gräbern überwogen Schmucksachen, u. a. sogenannte Pommersche Fibeln.
So legte Eggers 1937 in Wusterhusen ein Urnengräberfeld mit 85 Bestattungen frei. Schöne Urnen und viele Metallbeigaben, darunter viele Fibeln und Nadeln waren das Ergebnis.
Die Gräber wurden der jüngeren Bronzezeit und der Vorrömischen Eisenzeit zugeordnet. 1938 fand Dr. Gau dort eine sensationelle Hausurne mit einem Bronzerasiermesser darin.
Die heutige Gemeinde verkörpert einen der ältesten slawischen Orts- und Landschaftsnamen Pommerns. Sie wurde als „Wostrose“ urkundlich erstmals am 3. Dezember 1150 erwähnt. Der römisch-deutsche König Konrad III. bestätigte seinerzeit dem Bistum Havelberg den Zehnt aus sechs pommerschen Provinzen, darunter Wusterhusen. Der Name bedeutet so viel wie mit Palisaden umzäuntes Land, Gebiet und lässt eine slawische Burg und Kultstätte vermuten.
Eine der ältesten urkundlichen Nachweise von 946 mit „Wostze“ gilt als unecht.
Nachgewiesene Siedlungen mit Funden von Keramikscherben und gebrannter Lehmbewurf bezeugen eine spätslawische Besiedlung der Gemarkung Wusterhusen, die sich bis an die Südgrenze des Greifswalder Boddens erstreckte. Die spätslawischen Siedlungen sind rund um den Ort verteilt. Eine Vielzahl sind außerdem außerhalb der Gemarkung bei Kräpelin und Lubmin zu verzeichnen.
Wusterhusen, so später eingedeutscht, war der mittelalterliche Verwaltungsmittelpunkt des slawischen Landes Ostrusna (1193) oder Wostrosne (1208) und gehörte zum Herzogtum Pommern unter Bogislaw IV. und Kasimir I. Während der kriegerischen Auseinandersetzungen zwischen Dänemark und Pommern in jener Zeit, in der die herzoglich-pommersche Flotte Pfingsten 1184 im Greifswalder Bodden zerschlagen wurde, wollte der dänische Bischof und Flottenführer Absalon zugleich von Rügen aus auch das Land Wusterhusen erobern. Doch der Wind stand den Nordländern im Greifswalder Bodden entgegen und sie konnten ihr Vorhaben nicht realisieren. Wusterhusen entging der Vernichtung. Aus dem Jahr 1230 ist im Ort bereits die Existenz eines Pfarrers überliefert. Gegen Ende des 13. Jahrhunderts errichteten Handwerker eine Dorfkirche, die 1271 geweiht wurde.
Wusterhusen selbst hatte keinen Gutsbetrieb, der befand sich im direkt benachbarten Stevelin. Dieses war sehr groß und kompakt und war auch für Wusterhusen beherrschend. Stevelin und Wusterhusen gehörten seit Franz Albrecht I. von Hackewitz-Klein Ernsthof seinem Adelsgeschlecht den der Erbe Franz Joachim von Hackewitz wurde schon 1692 in Wusterhusen geboren. Hackewitz stand im Rang eines Rittmeisters in schwedischen Diensten. Dessen Sohn Karl Reinhold von Hackewitz (1719–1791) auf Stevelin und damit ebenso auf Wusterhusen wurde schwedischer Leutnant. Wusterhusen behielten die Nachfahren bis Mitte des 19. Jahrhunderts. Die Familie konzentrierte sich fortan auf Stevelin.   
Wusterhusen selbst war ein Anger- und Kirchdorf mit kleinen bäuerlichen Gehöften und Handwerker- sowie Landarbeiterkaten. 1897 erhielt Wusterhusen einen Anschluss an die Kleinbahn Greifswald–Wolgast (KGW) mit einem Haltepunkt südlich der Kirche.
Nach dem Krieg entwickelte sich Wusterhusen durch die Eingliederung Stevelins und dem Ausbau einer dort etablierten LPG (P), die LPG (T) wurde überwiegend nach Lubmin verlagert. Wusterhusen wurde dafür zum Wohnort für die Beschäftigten, neben den Plattenbauten wurden auch eine Anzahl von Eigenheimen errichtet. Um die neu erbaute Schule, dem Kulturhaus (spätere Großdisco Genesis) und den Wohngebieten entstand der neue Anger. Am Gustebiner Damm entstand ein Gewerbegebiet, das nach 1990 noch erweitert und modernisiert wurde.
Nach 1990 wurde die LPG privatisiert und das Gut im ehemaligen Stevelin reaktiviert. In Richtung Lubmin entstand ein größeres Eigenheimgebiet.
2000 konnte Wusterhusen sein 850-jähriges Jubiläum begehen. Im Vorfeld auf das Jubiläumsjahr und das 35. Pommerntreffen im Mai 1998 in Greifswald wurde ein moderner Runenstein mit entsprechender Inschrift gestaltet und auf dem Gelände des ansässigen Unternehmens Hallen- und Anlagenbau (HAL) Wusterhusen positioniert, um an die geschichtlichen Ereignisse vor über 850 Jahren zu erinnern. Der große Stein (Abmessungen H: 1,25 m, B: 1,23 m, T: 0,85/0,65 m, U: 3,75 m) ist seit etwa 2003 verschwunden. In den schweren Granitfindling war folgende Inschrift nach Runen des jüngeren Wikinger-Futhark eingeschnitten worden: WOZTROSA (Wusterhusen) – MCMXCVIII (1998).
Cruselin oder Kräselin (Wüstung)
Erstmals 1271 als Cruselin urkundlich erwähnt. Als slawische Gründung bedeutet der Name „Schönheit, auch rote Farbe“. Der Ort lag nördlich von Wusterhusen nahe an Lubmin. Der Ort war ein Vorwerk zu Wusterhusen. Nach 1835 (letzte Einzeichnung im Preuß. Urmeßtischblatt) verschwindet der Ort, zu der Zeit wurde der Ort Kräselin genannt. Der Ort wurde als Gemeinde 1836 aufgelöst und zur Gemarkung Wusterhusen-Stevelin geschlagen.
Gnögentin (Wüstung)
Gnögentin wurde erstmals 1271 als Gnuyentin urkundlich genannt. Es ist eine slawische Gründung und bedeutet so viel wie „Mist“ oder „Eiter“. Die Lage südwestlich von Wusterhusen ist nicht genau belegt, jedoch sind die archäologischen Nachweise Beleg für die Lage bei dem jetzigen Gewerbegebiet. 1696 wurde der Ort mit dem Namen Gnögentin letztmals genannt und ist danach wohl bald wüst gefallen.

## Politik

### Wappen
| Wappen von Wusterhusen | Blasonierung: „In Grün eine aus dem Unterrand emporkommende, achteckige silberne Kirchturmspitze mit einem goldenen Wetterhahn auf einem kugelförmigen Knauf; begleitet: rechts von einem goldenen Bütnerschlägel, links von einer goldenen Ähre.“ |
| Wappen von Wusterhusen | Wappenbegründung: Das Wappen gibt die das Ortsbild prägende achteckige Kirchturmspitze wieder, die den Seefahrern als Landmarke diente. Während mit dem Holzhammer auf das Handwerk, insbesondere auf das Böttcherhandwerk, verwiesen werden soll, symbolisiert die Ähre die seit Jahrhunderten in allen Ortsteilen dominierende Landwirtschaft. Das Wappen und die Flagge wurde von dem Weimarer Heraldiker Michael Zapfe gestaltet. Es wurde zusammen mit der Flagge am 29. Mai 2000 durch das Ministerium des Innern genehmigt und unter der Nr. 208 der Wappenrolle des Landes Mecklenburg-Vorpommern registriert. |

### Flagge
Die Flagge ist quer zur Längsachse des Flaggentuchs von Grün, Weiß und Grün gestreift. Die grünen Streifen nehmen je ein Fünftel, der weiße Streifen nimmt drei Fünftel der Länge des Flaggentuchs ein. In der Mitte des weißen Streifens liegt das Gemeindewappen, das zwei Drittel der Höhe des Flaggentuchs einnimmt. Die Länge des Flaggentuchs verhält sich zur Höhe wie 5:3.

### Dienstsiegel
Das Dienstsiegel zeigt das Gemeindewappen mit der Umschrift „GEMEINDE WUSTERHUSEN * LANDKREIS VORPOMMERN-GREIFSWALD“.

## Sehenswürdigkeiten

### Bauwerke
- Johanneskirche in Wusterhusen. Im 13. Jahrhundert ursprünglich als Saalkirche errichtet, wurde sie sowohl im 15. als auch im 17. Jahrhundert umgestaltet. Sie hat einen barocken Altar.
- Fachwerkhäuser aus dem 18. Jahrhundert mit Lehmausfachungen und Krüppelwalmdächer in Wusterhusen, die teilweise unter Denkmalschutz stehen.
- Gedenktafel für Bruno Jackley in Wusterhusen, der im Zuge des Kapp-Putsches ums Leben kam
- Zweigeschossiger Speicher in Gustebin
- Gutshaus in Konerow

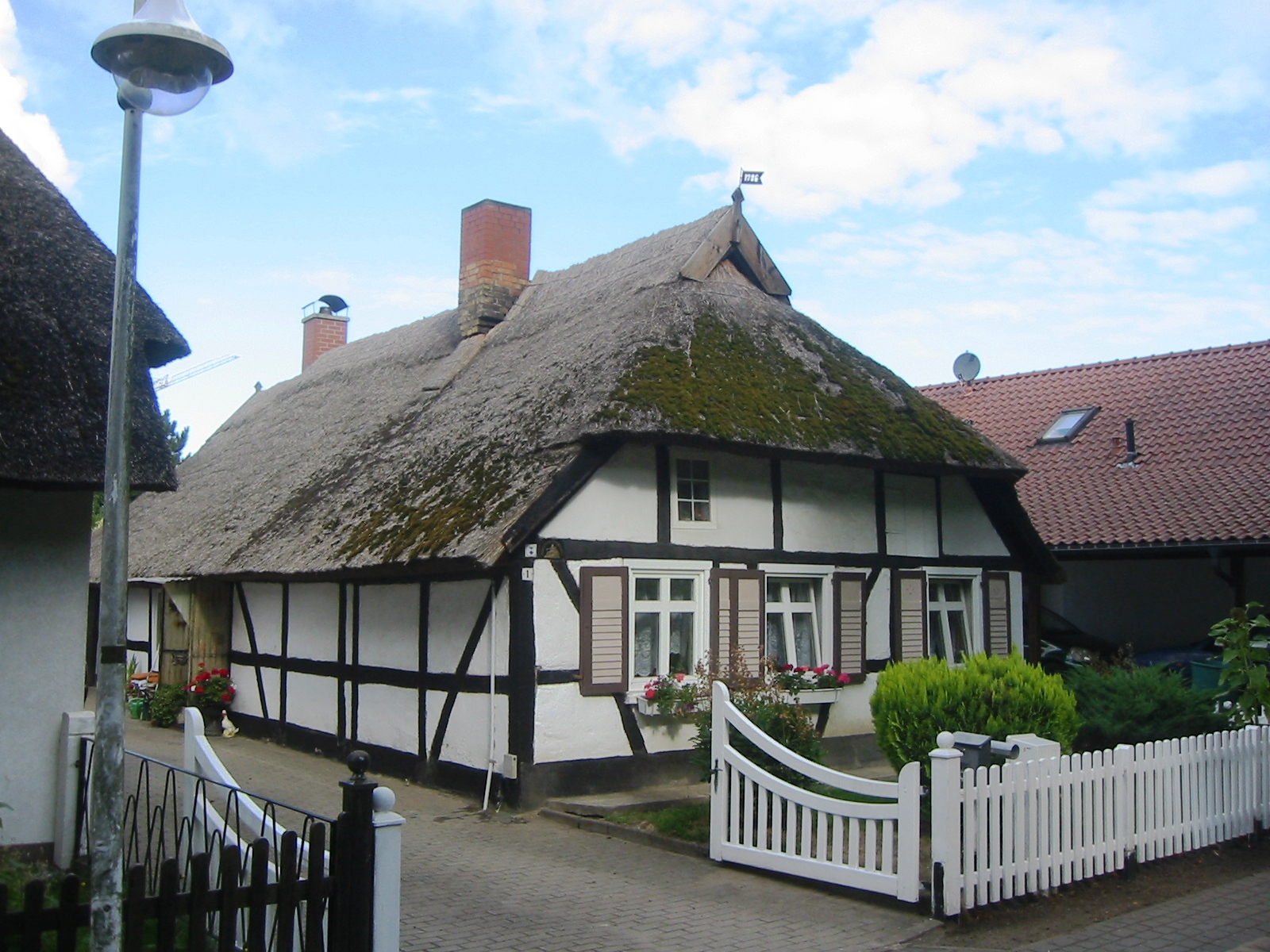
Fachwerkhaus in Wusterhusen
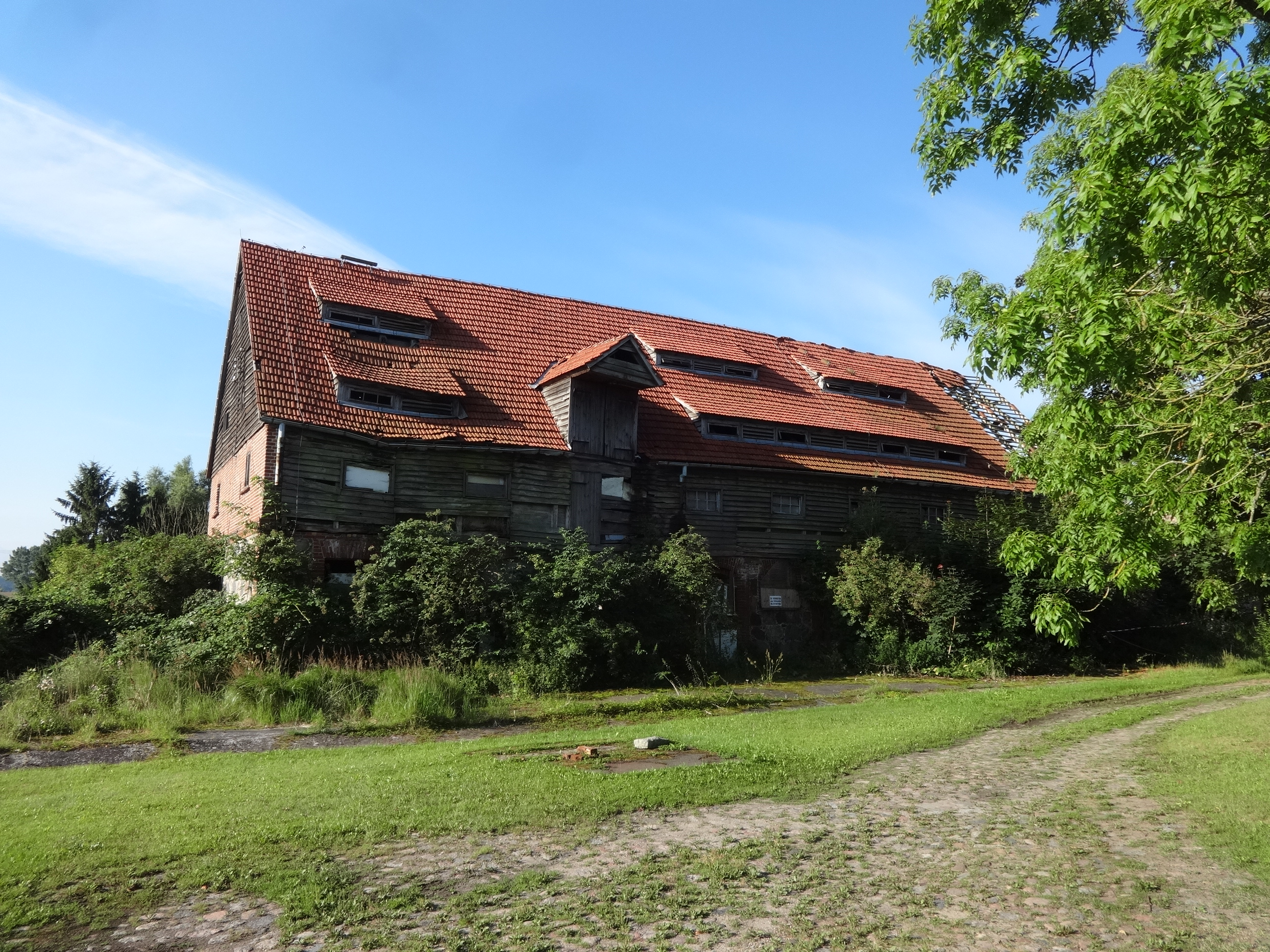
Alter Speicher Gustebin
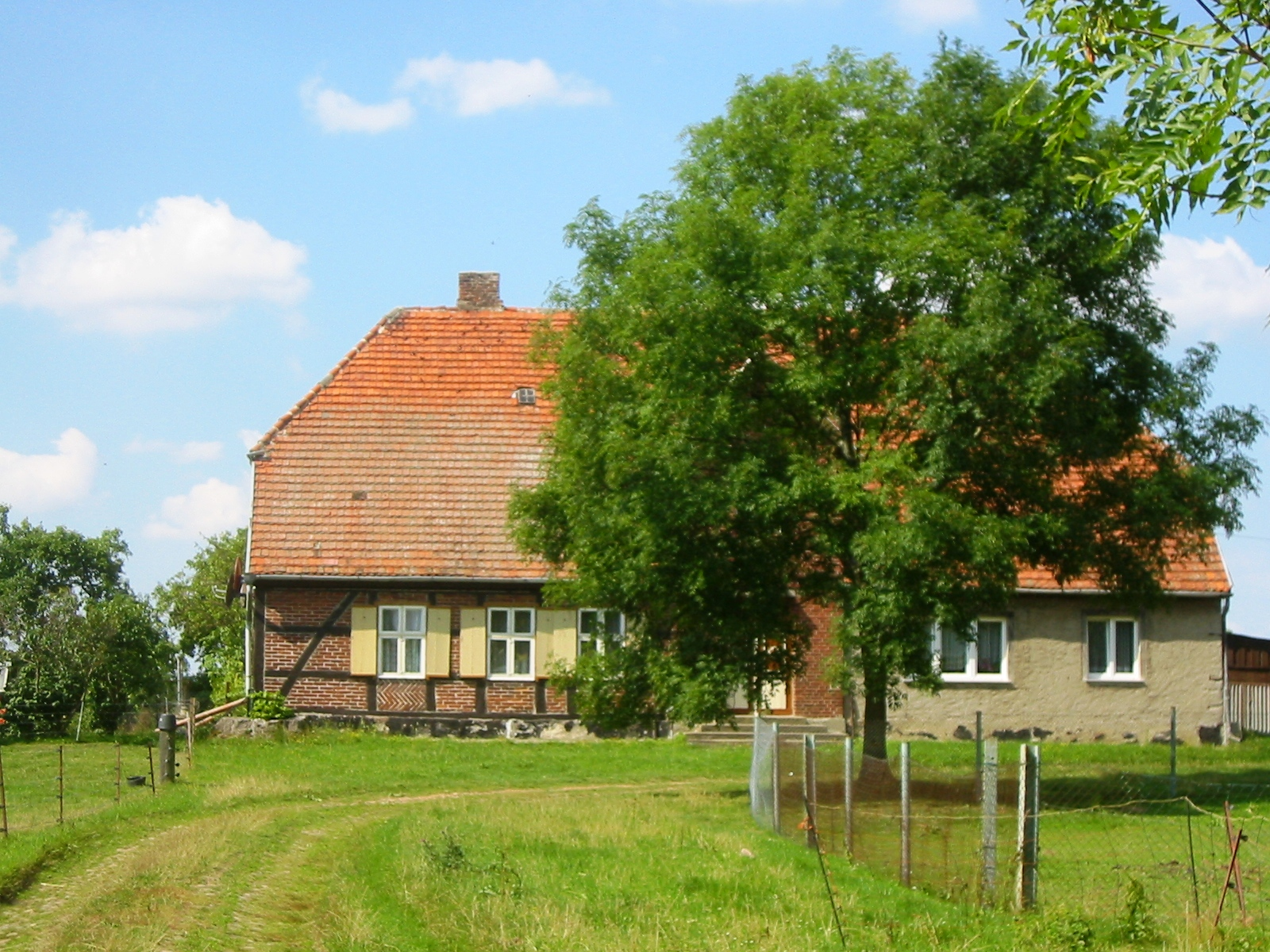
Gutshaus Konerow
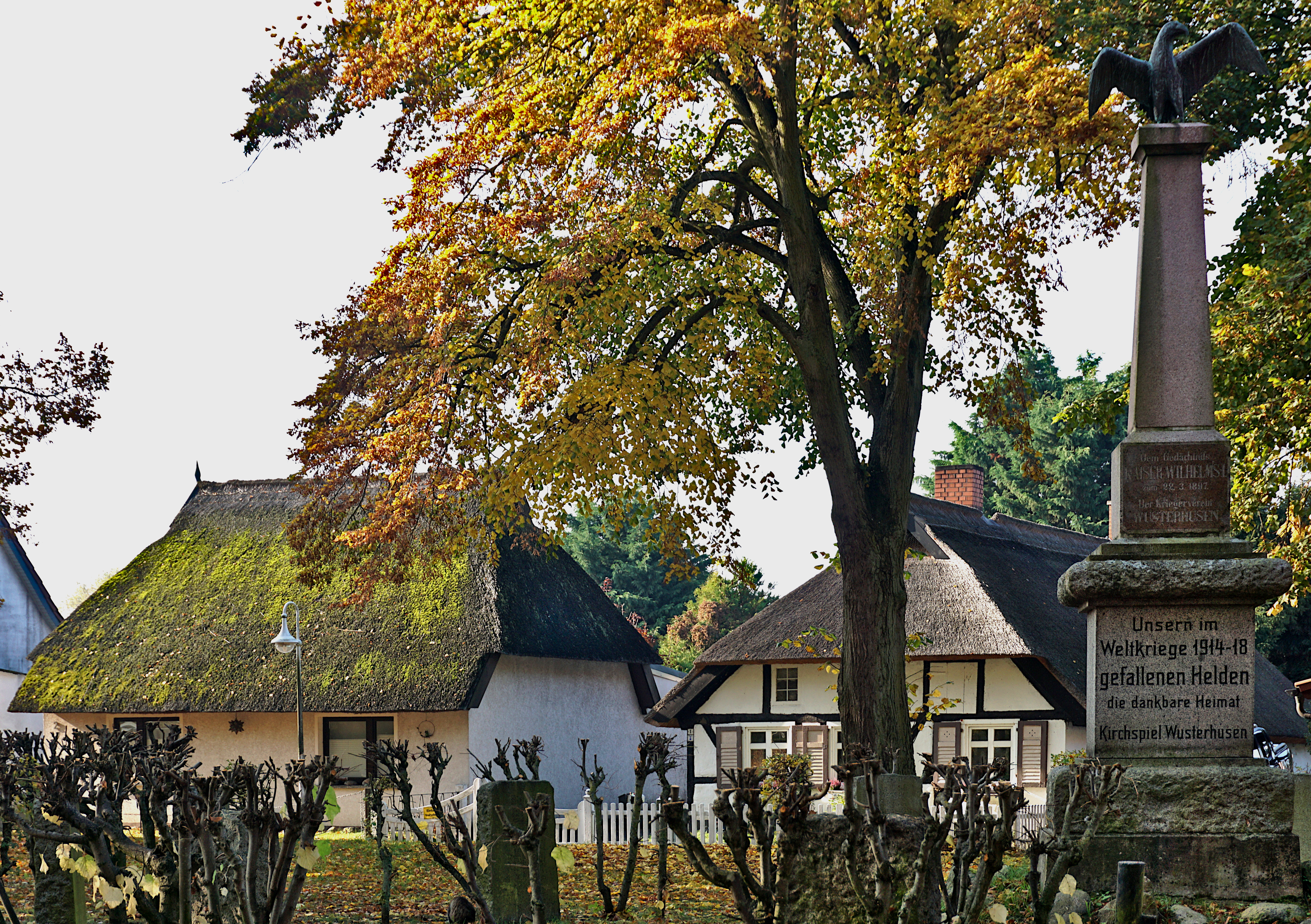
Kriegerdenkmal und reetgedeckte Häuser in Wusterhausen

### Grünanlagen und Naherholung
- Der Hohe Berg ist eine 48 Meter hohe Erhebung, die östlich der Gemeinde liegt.
- Reste der Gutsparks in Wusterhusen, Gustebin und Konerow
- Ziesetal südlich an der Gemeindegrenze

## Wirtschaft und Infrastruktur

### Unternehmen
Die Gemeinde ist geprägt durch die landwirtschaftlichen Betriebe. In Wusterhusen liegt südwestlich ein Gewerbegebiet. Darüber hinaus gibt es in den meisten Orten kleinere Gewerbebetriebe und einige touristische Angebote wegen der Nähe zum Greifswalder Bodden.

### Bildung
- Kita Wusterhusen
- Grundschule „Lütt Matten“

### Verkehr
Nördlich verläuft die L 262 und durch die Gemeinde läuft die K 22, ansonsten sind alle Ortsteile durch Gemeindestraßen verbunden.
Von 1897 bis 1945 wurde die Gemeinde von der Kleinbahn-Gesellschaft Greifswald-Wolgast (KGW) von Lubmin kommend über Wusterhusen und Pritzwald nach Wolgast gequert. Bei Wusterhusen und Pritzwald hatte sie Haltepunkte, in Wusterhusen stand noch bis in die 2010er Jahre der typische Wellblechschuppen der Kleinbahnen zur Lagerung der Güter beziehungsweise der Arbeitsmaterialien. Im 21. Jahrhundert wird die Trasse überwiegend als Radweg genutzt.

## Persönlichkeiten

Karl Lappe

- Henning Christoph Gerdes (1665–1723), Professor der Rechte in Greifswald
- Karl Lappe (1773–1843), pommerscher Dichter
- Kurt Detloff von Schwerin (1853–1908), Jurist, Politiker und Rittergutsbesitzer
- Benjamin Fredrich (1987), Journalist und Verleger